# Micropsectra nepalensis
Micropsectra nepalensis е вид насекомо от разред Двукрили (Diptera), семейство Хирономидни (Chironomidae). Среща се в Непал.